# Släpp fångarne loss, det är vår!
Släpp fångarne loss - det är vår! è un film del 1975 scritto, sceneggiato e diretto da Tage Danielsson.

## Trama
Frida è una ragazza minuta che vive con un'amica fisicamente all'opposto. Contraria al principio dello sconto della pena in carcere, la sua casa viene svaligiata da Harald che, catturato, viene condannato. Frida, seguendo i suoi convincimenti, cerca con ogni mezzo di liberare il prigioniero.

## Riconoscimenti
Guldbagge - 1976
Miglior film
Miglior attrice a Margaretha Krook